# Ясенково
Ясенково е второто най-голямо село в Шуменска област след с. Тодор Икономово, разположено в Североизточна България. Името на селото до 1934 година е Чукуркьой.
Днес в училището се обучават около 150 ученици. В селото има действащо читалище – „Г. С. Раковски“, поделение на „Български пощи“ ЕАД, СЗУ с действащо джи пи, много магазини и заведения. На входа на селото, от посока с. Борци, в бившия стопански двор, се намира най-големият автомобилен сервиз и ремонт на дизелови двигатели в Североизточна България – „Ремонтинженеринг“ ООД.

## География
Ясенково се намира в източната част на Дунавската равнина в Лудогорското плато. Намира се на около 38 km от Шумен, 35 km от Разград и на 7 km от с. Венец, което е и едноименната община. Граничи със землищата на селата: на север – Голяма вода; на изток – Борци; на юг – Капитан Петко. Селото се намира в живописна долина, по която протича р. Ясенковец, подхранвана от карстови извори на юг от селото.

## Население
Численост на населението според преброяванията през годините:
| \| Година на преброяване \| Численост \| \| --------------------- \| --------- \| \| 1934 \| 2039 \| \| 1946 \| 2242 \| \| 1956 \| 2465 \| \| 1965 \| 2734 \| \| 1975 \| 2846 \| \| 1985 \| 2808 \| \| 1992 \| 2409 \| \| 2001 \| 2075 \| \| 2011 \| 1965 \| \| 2021 \| 1601 \| |           |
| Година на преброяване | Численост |
| 1934 | 2039      |
| 1946 | 2242      |
| 1956 | 2465      |
| 1965 | 2734      |
| 1975 | 2846      |
| 1985 | 2808      |
| 1992 | 2409      |
| 2001 | 2075      |
| 2011 | 1965      |
| 2021 | 1601      |

### Етнически състав

#### Преброяване на населението през 2011 г.
Численост и дял на етническите групи според преброяването на населението през 2011 г.:
|                     | Численост | Дял (в %) |
| Общо                | 1965      | 100.00    |
| Българи             | 18        | 0.91      |
| Турци               | 1664      | 84.68     |
| Цигани              | 83        | 4.22      |
| Други               | ?         | ?         |
| Не се самоопределят | ?         | ?         |
| Неотговорили        | 193       | 9.82      |

## Културни и природни забележителности
До 1989 г., преди т. нар. „Голяма екскурзия“, в Ясенково е имало 2 ЦДГ-та, ОУ „Христо Смирненски“, с две отделни сгради – основната сграда на училището и сградата на началното училище към него, с тройни паралелки.

## Спорт
ФК „Ясен – 2007“ (с. Ясенково) е основан през 1955 г. Успешно участва в А ОФГ Шумен, като в някои години към клуба е създаден „сателит“ с името „Коняк“, който е играл и в Б ОФГ. ФК Ясен съществува до 1988, след което при една квалификация с Фургон Н.Пазар, отборът е наказан за участие за 1 година. След изтичане на наказанието, се включва в тогавашната Б ОФГ, и веднага спечелва промоция за А ОФГ. През 1997 г. е разформирован, като през 2007 г. е създаден отново. Играе мачовете си на стадион „ЯСЕН“, който се намира на север от пътя Шумен – Исперих, с капацитет от 2000 места. Първоначално отборът е играл мачовете си в местността „КОРУ“, където се намирал първият стадион в с. Ясенково.